# Anne Brunswic
 (février 2017).
Si vous disposez d'ouvrages ou d'articles de référence ou si vous connaissez des sites web de qualité traitant du thème abordé ici, merci de compléter l'article en donnant les références utiles à sa vérifiabilité et en les liant à la section « Notes et références ».
Anne Brunswic, née à Paris le 26 mai 1951, est une journaliste et essayiste française.

## Biographie
Anne Brunswic naît à Paris dans une famille juive de la bourgeoisie intellectuelle d'origine allemande : son père, médecin formé à l'université de Heidelberg, s'est établi en France au début des années 1930, au moment des persécutions nazies. Elle passe sa jeunesse à Paris, s'engage précocement en politique dans le Comité Vietnam National (1966) et dans les Comités d’action lycéens (1967). Elle participe au mouvement de Mai 68 en tant que responsable du comité d'action lycéen du lycée Racine (Paris 8e).
Après un séjour de plusieurs mois au Brésil, elle s'engage au Parti communiste français et suit des études de lettres et de linguistique à la faculté de Nanterre puis à l'école normale supérieure de Saint-Cloud. Agrégée de lettres, elle enseigne dans le secondaire jusqu'en 1987. Parallèlement, elle se consacre au journalisme (presse écrite, radio, télévision) et à la politique dans la mouvance eurocommuniste (Rencontres communistes Hebdo, Politique Aujourd'hui).
À partir de 1987, elle commence une carrière dans la presse pédagogique et culturelle (Phosphore, Lire, Télescope, Le Monde de l'éducation). Elle rend compte de l'actualité de l'éducation, de la langue française, des livres, de la télévision, du cinéma documentaire et participe à la formation des journalistes (Centre de formation des journalistes, université Paris-X-Nanterre).
À partir de 2000, elle s'affirme comme écrivain en abordant l'autobiographie par le biais de l'autofiction. Elle s'oriente vers la littérature de voyage en publiant trois livres, liés chacun à de longs séjours à l'étranger (Palestine, Sibérie, Russie), qui tiennent à la fois du reportage, de la chronique et de l'essai. Elle s'engage en politique pour les droits des Palestiniens.
Comme journaliste, elle collabore à la revue XXI (grand reportage), au magazine Images de la culture (cinéma documentaire) et à la Radio suisse romande (chroniques de voyage).
Elle collabore également avec des cinéastes dans l'écriture de films documentaires : Michaël Gaumnitz, Xavier Villetard, Julien Sallé.

## Famille
Elle est la petite nièce de Marcelle Ségal, journaliste pour le magazine Elle.

## Œuvres

### Publications
- À contre-oubli (autofiction), La Fontaine-aux-loups/Delphine Montalant, 2000
- Qu'est-ce que tu fais là (recueil de nouvelles), La Fontaine-aux-loups/Delphine Montalant, 2001
- Bienvenue en Palestine, Actes Sud, 2004 (prix RFI-Témoin du monde). Éditions de poche Babel 2006 et 2014 Ensemble de chroniques écrites au cours d'un séjour de quatre mois à Ramallah, afin de « voir ce que l’État juif fait ici au nom des juifs du monde entier. En mon nom. Entendre l’autre version de notre histoire ».
- Sibérie. Un voyage au pays des femmes, Actes Sud, 2006 Un carnet de voyage à la rencontre de femmes remarquables dans l'extrême-orient russe (Iakoutie, Kolyma, Tchoukotka, Vladivostok, Birobidjian) et aux Iles Solovki.
- Les Eaux glacées du Belomorkanal, Actes Sud, 2009 Un voyage-enquête en Carélie, sur un canal mythique construit au temps du goulag.
- Voyages avec l'absente, Actes Sud, 2014 Sur les traces de sa mère disparue quand elle avait huit ans.

### Films (collaboration)
- 1946, un automne allemand de Michaël Gaumnitz, d'après Stig Dagerman, Arte 2009
- Odilon Redon, peintre des rêves de Michaël Gaumnitz, France 5, 2011
- Comment nous avons construit le métro de Moscou de Xavier Villetard, Arte 2014